# Forza Horizon

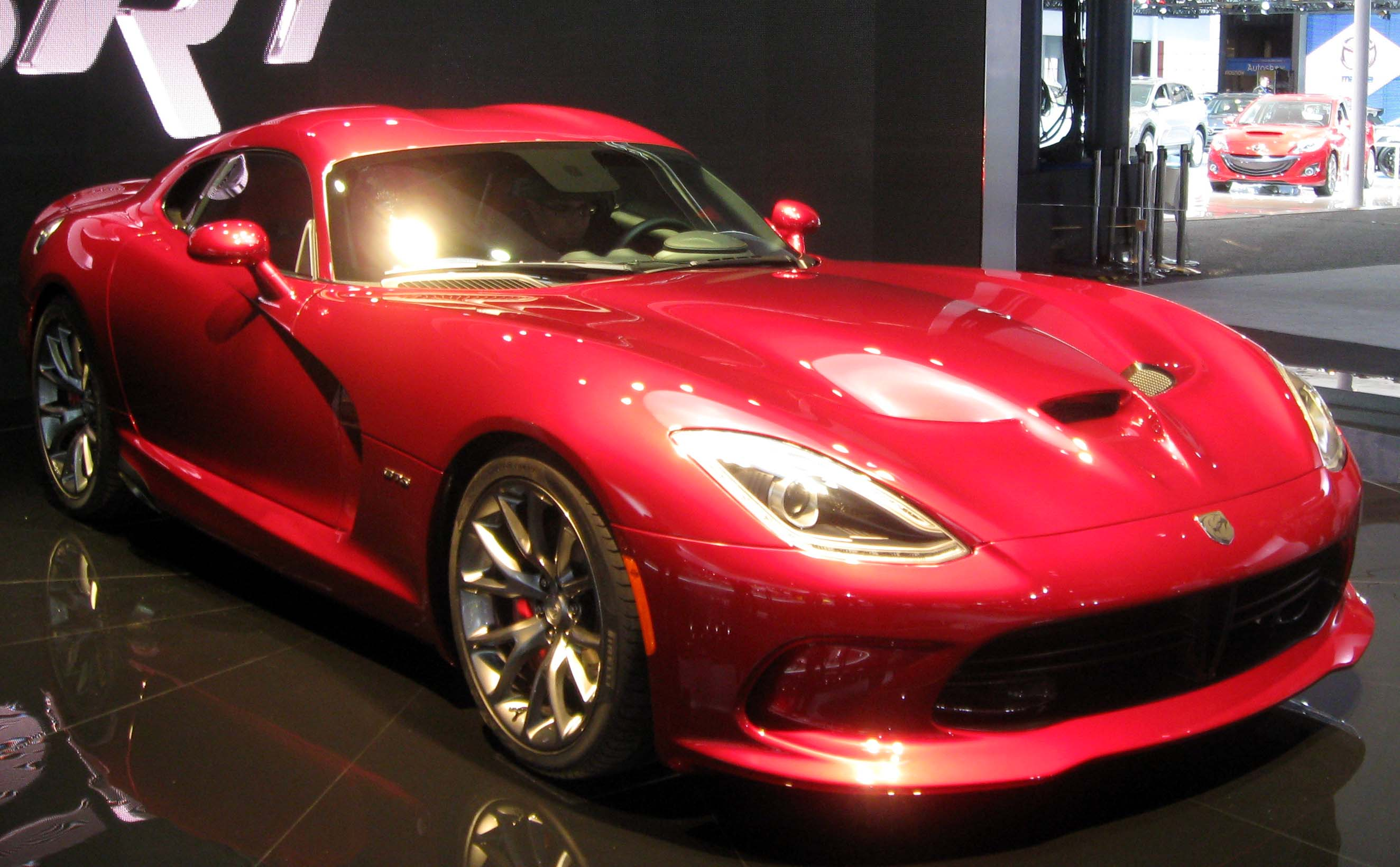
VIPER GTS 2012 : La voiture présente sur la jaquette du jeu et dans le tutoriel d'introduction.

Forza Horizon est un jeu vidéo  de simulation de conduite automobile sorti le 23 octobre 2012 en France, édité par Microsoft et développé par Playground Games et Turn 10 Studios sur Xbox 360. Ce jeu a été annoncé à l'E3 en 2012. Une démo du jeu contenant 3 courses et une partie de la carte en libre circulation a été mise à disposition aux possesseurs de la Xbox 360. Le jeu est ressorti 4 ans plus tard en compatibilité ascendante le 30 aout 2016 sur Xbox One. 
Le 26 juin 2023, Turn 10 annonce la fermeture prochaine et définitive des serveurs de Forza Horizon 1 et 2 pour le 22 août 2023.

## Histoire
Le jeu se passe dans le Colorado, et le joueur incarne un jeune pilote dont la première voiture est une Volkswagen Corrado VR6 et qui participe au Festival Horizon, qui est à la fois un rassemblement de voitures, un championnat de courses automobiles et un festival musical,.
Le but est de faire des courses avec différentes voitures de différentes catégories sur des circuits d'asphalte et de terre, afin de devenir le Champion Horizon Colorado 2012 et de battre l'ancien Champion Horizon, Darius Flynt, qui conduit principalement une Ferrari 599XX.
Le joueur peut aussi se balader librement en voiture dans le monde ouvert du jeu, et affronter en course des adversaires IA ou des amis s'il est abonné au Xbox Live. 

## Version française
- Jonathan Amram (Ali Howard)
- Benoît Du Pac (Dan)
- Dorothée Pousséo (Voix off radio)
- Jérôme Pauwels (Voix off radio)
- Guy Chapellier (Dak Stewart)
- Damien Ferrette (Scott Tyler)